# 普萊森特普萊恩斯 (紐約州達奇斯縣)
普萊森特普萊恩斯（英語：Pleasant Plains）是位於美國紐約州達奇斯縣的非建制地區。

## 歷史
普萊森特普萊恩斯的郵局於1829年設立，其後於1913年停運。

## 地理
普萊森特普萊恩斯所處的海拔為高於海平面114米（即374英呎），而該地所採用的時區為UTC-5，即北美东部时区（EST）。同時該地設有夏令時間，為UTC-5調快一小時，即UTC-4（EDT）。